# Скілінг
Скілінг (дан. Skilling, норв. Skilling, швед. Skilling) — назва шилінга у скандинавських країнах, а також історична грошова одиниця Данії, Норвегії і Швеції.

## Виникнення скілінга як грошової одиниці
Вперше скілінги викарбували в Данії 1442 року, як наслідування любецьким шилінгам. Любек на той момент входив до складу Вендського монетного союзу, що включав низку ганзейських міст на півночі Німеччини. Його грошові одиниці набули значного поширення і були зразком для наслідування інших міст і країн. Так, перший шилінг Вендського союзу як реальну монету випущено 1432 року. Один скілінг дорівнював 12 пеннінгам. Спочатку данська грошова система повторювала любецьку, за якою 16 скілінгів становили одну марку. На момент випуску перших скілінгів марка була лічильною одиницею. У міру псування монети данські марки і скілінги перестали відповідати любецьким. 1588 року вміст у них срібла становив ½ від первинних аналогів.
На момент випуску перших скілінгів діяла Кальмарська унія, яка передбачала об'єднання Данії, Норвегії та Швеції під верховною владою данських королів. 1523 року під керівництвом Густава I Вази Швеція здобула незалежність і сформувала власну систему грошового обігу. Скілінг залишився грошовою одиницею Данії і Норвегії.

## Данські скілінги

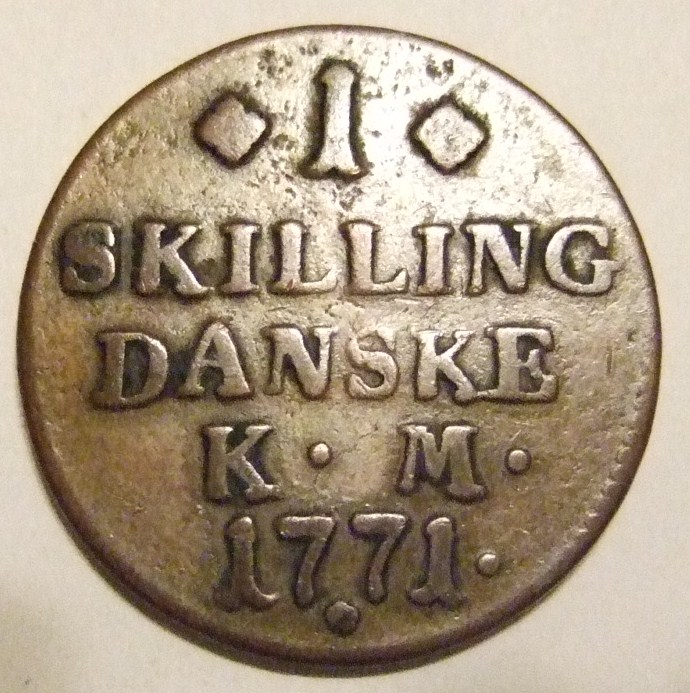
Данський скілінг 1771 року

У Данії в міру псування монети, скілінг зі значної монети став розмінною грошовою одиницею. 1625 року склалася така система грошових одиниць: 1 далер — 6 марок — 96 скілінгів. Одночасно з далером у країні циркулювали срібні крони, рівні 4 маркам. Зазначені співвідношення проіснували до 1813 року.
Формування фіксованого обмінного курсу між різними грошовими одиницями не могло зупинити псування монети. Чергове істотне зниження вмісту срібла в скілінгу сталося під час Північної війни 1700—1721 років. Основними грошовими одиницями в цей період стали так звані «ригсорти» — монети номіналом 24, 8 і 4 скілінги, викарбувані за стопою 11 1⁄3 ригсдалера (1088 скілінгів) з однієї кельнської марки (233,855 г) чистого срібла. Це було істотно нижче, ніж у наближених до вагових характеристик до рейхсталера ригсдалерів, що випускалися за стопою 9¼ монети з кельнської марки благородного металу.
5 січня 1813 року оголошено про створення нової грошової одиниці — ригсбанкдалера. Ригсбанкдалер містив рівно вдвічі менше срібла, порівняно зі спесієсригсдалером. Збережено колишні звичні пропорції з розмінними грошовими одиницями: ригсбанкдалер — 6 марок по 16 ригсбанкскілінгів. 1854 року проведено реформу, яка передбачала перейменування ригсбанкдалерів на ригсдалери ригсмонт (дан. rigsdaler rigsmønt). Одночасно в державі відходили від терміна «спесієсригсдалер». В іншому грошовий обіг у цілому залишався незмінним: 1 ригсдалер ригсмонт — 96 скілінгів ригсмонт, 10 ригсдалерів ригсмонт — 1 фредерік- або крістіандор.
27 травня 1873 року, між Данією і Швецією підписано Скандинавський монетний союз, який передбачав відмову від срібного стандарту і уніфікацію грошових одиниць обох країн на основі крони вартістю 0,4032 г чистого золота. Розмін старих грошей на нові здійснювався за курсом «1 ригсдалер ригсмонт — 2 крони» до 1 січня 1875 року. Останні монети з позначенням номіналу в скілінгах викарбували 1874 року.

### Колоніальні данські скілінги

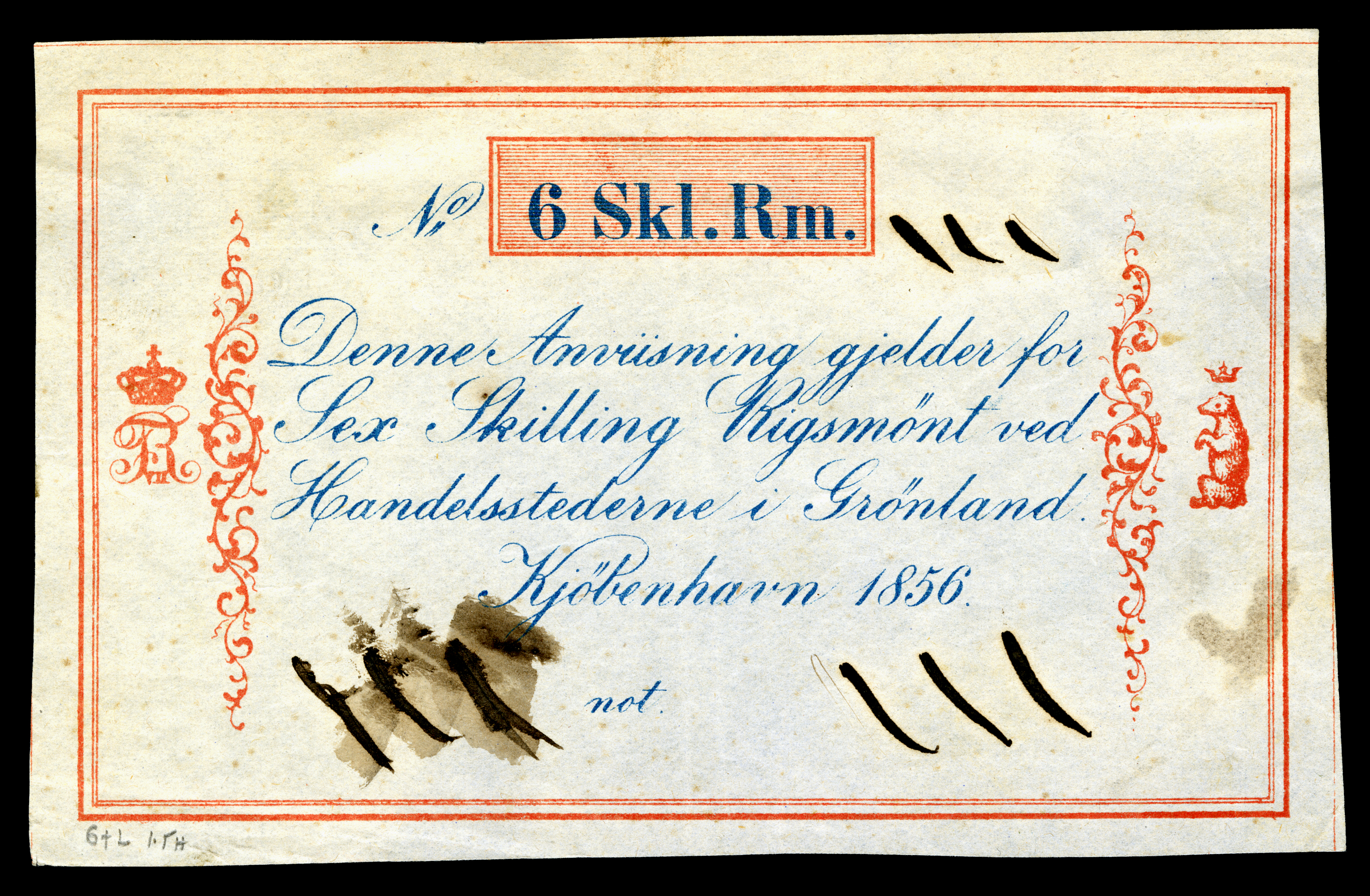
6 гренландських скілінгів (ригсдалера) ригсмонт 1856 року Королівського гренландського торгового товариства

Гренландія від 1262 офіційно належала Норвегії. Після підписання Кальмарської унії 1397 року острів став частиною володінь данського короля. Після розірвання дансько-норвезької унії 1814 року Гренландія стала колонією Данського королівства. Безпосереднім керуванням найбільшим у світі островом від 1774 року відало Королівське гренландське торгове товариство (дан. Den Kongelige Grønlandske Handel).
Попри значні розміри, острів практично безлюдний. Так, за даними на 1888 рік, у підконтрольних Данії гренландських поселеннях проживало всього близько 10 тисяч осіб. Для забезпечення грошового обігу торгове товариство періодично від 1803 року випускало банкноти, номіновані, за аналогією з метрополією, в ригсдалерах і скілінгах. Написи на цінних паперах державної торгової компанії повторювали данські. 1803 року випущено банкноти номіналом 12 і 24 скілінги, 1804 — 6 і 12, 1819, 1837, 1841, 1844, 1848 і 1856 роках — 6, 12 і 24. Випуск 1856 року номіновано в скілінгах ригсмонт.
Крім банкнот випускалися токени англійської компанії Antony Gibbs & Sons номіналом 1, 6 і 24, і данської Ересунн (дан. Øresund) номіналом 1, 4, 16 і 48 скілінгів. За своєю суттю вони були приватними грошима на пред'явника, які позначали, що компанія-емітент винна їх власникові відповідну суму.
Данська Вест-Індія була колонією з трьох островів у Карибському морі — Санта-Крус, Сент-Джон і Сент-Томас. У другій половині XVII століття управляти островами стала Данська Вест-Індійська компанія, потім 1755 року вони перейшли у власність Данії. Для організації грошового обігу на їх території ввели місцеву грошову одиницю, яка, за аналогією з валютою метрополії, отримала назву ригсдалера. 1740 року викарбувано монети номіналом 1, 2, 12 скілінгів, а 1748 року — 12 скілінгів .
Після переходу островів під пряме підпорядкування Данії в 1757—1767 роках на монетних дворах Копенгагена, Альтона і Конгсберг для заморських територій випустили 6, 12 і 24 скілінги. У XIX столітті в різні роки чеканили 2, 10 і 20 скілінгів. На всіх монетах була позначка «Dansk Amerik(ansk) M(ynt)» (Данське американське карбування). Першу банкноту номіналом 6¼ ригсдалери надрукували 1784 року  .
За аналогією з данським, вест-індський ригсдалер відповідав 96 скілінгам. 1849 року в Данській Вест-Індії провели монетну реформу, що передбачала децималізацію основної грошової одиниці. Новий вест-індський далер став рівним 100 центам.

## Шведські скілінги

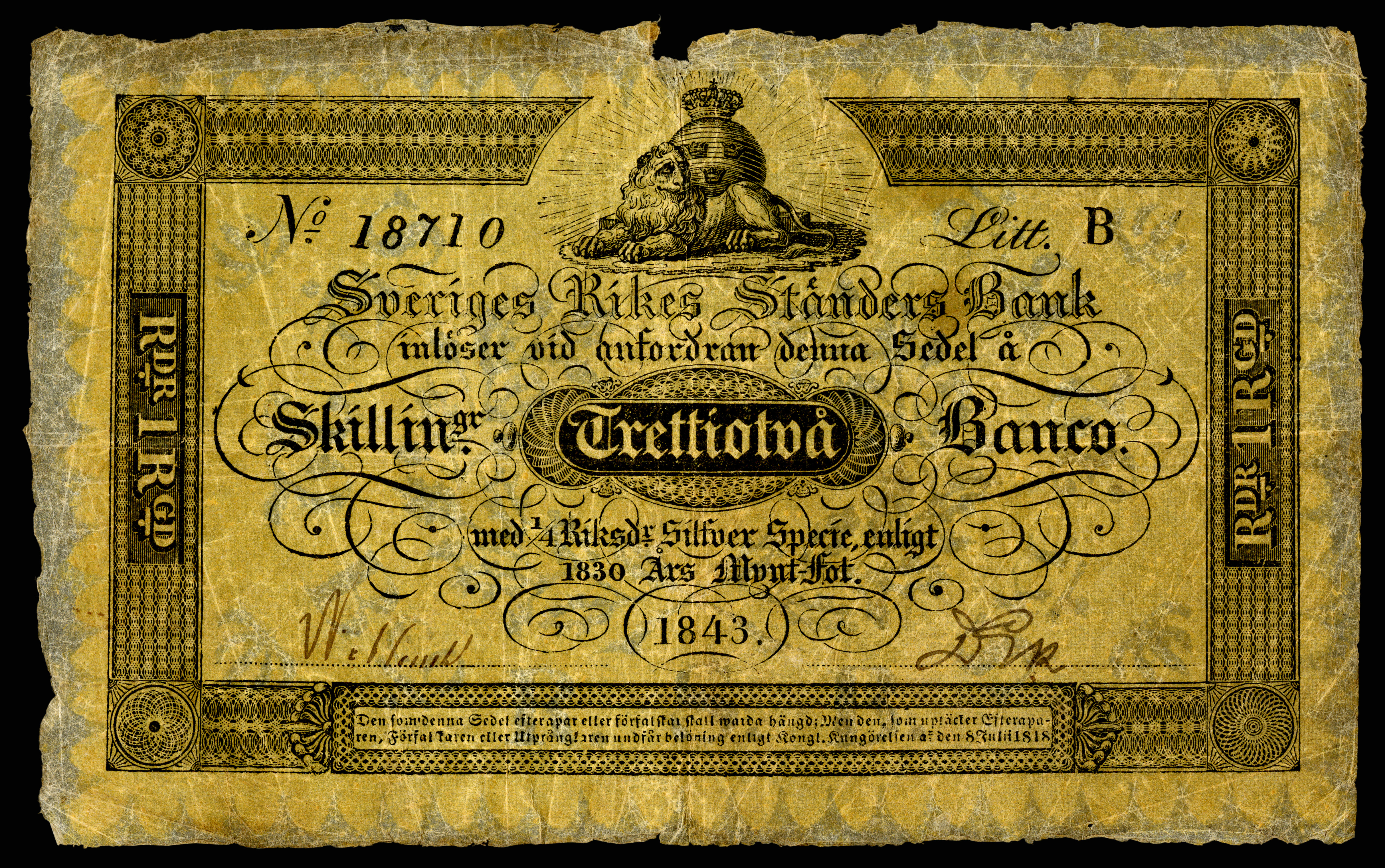
Банкнота з подвійним зазначенням номіналу: 32 скілінги банко й ¼ риксдалера спесіє

1776 року проведено реформу, яка мала метою уніфікацію грошового обігу. Основною грошовою одиницею ставав риксдалер, рівний 48 скілінгам по 12 рундштюків кожен. Старі грошові одиниці підлягали обміну в 1777 році. Подальші події спричинили новий дисбаланс у системі грошового обігу. Для покриття військових потреб під час війни з Росією 1788—1790 років створено Шведську національну кредитну спілку (швед. Riksgäldskontoret). Вона почала масово випускати цінні папери, номіновані в риксдалерах, що отримали назву «риксдалерів риксгельд» (швед. riksdaler riksgäld). Нові паперові гроші влилися в оборот, проте їх реальна вартість дуже відрізнялася від номінальної. Одночасно з риксдалерами риксгельд циркулювали банкноти центрального банку, також номіновані в риксдалерах. На відміну від цінних паперів кредитної спілки, їх продовжували обмінювати на срібні монети за номіналом.
У 1808—1809 роках Густав IV Адольф для покриття військових потреб під час чергової війни з Росією мусив вдатися до масової емісії риксдалерів центральним банком. Як наслідок, і їх курс знизився відносно срібної монети. Банкноти центрального банку отримали позначення «риксдалерів банко». Подальше скинення короля, низка воєн призвели до банкрутства держави. Заходи, вжиті для нормалізації грошового обігу, дозволили випустити 1830 року нову серію монет, а у вересні 1834 року центральний банк Швеції почав обмін дещо знецінених банкнот на срібні монети. У країні склалася практика одночасного обігу відразу трьох грошових одиниць, номінованих у риксдалер. Монети, номіновані в риксдалер, мали вагу 34 г срібла 750 проби. У вересні 1834 року встановлено курс 22⁄3 риксдалер банко за 1 риксдалер спесіє. Курс риксдалерів риксгельд становив 2⁄3 від банкнот центрального банку. Між ними склалося таке співвідношення: 1 риксдалер спесіє = 22⁄3 риксдалера банко = 4 риксдалери риксгельд.
На банкнотах 1835—1855 років вказували два позначення — в риксдалерах банко і риксдалерах спесіє. Серед них траплялись навіть такі нестандартні номінали, як 62⁄3 риксдалера банко (2,5 риксдалера спесіє) і 162⁄3 риксдалера банко (61⁄4 риксдалер спесіє). Ще однією особливістю стала поява двох типів розмінних грошових одиниць — скілінгів. Співвідношення 1 риксдалер — 48 скілінгів зберігалося, як для риксдалера банко, так і для риксдалерів спесіє. Виходячи з вищевказаного курсу риксдалер спесіє містив 128 скілінгів банко. Від 1835 року карбували виключно «скілінги банко», до 1835 — «скілінги» без позначки «спесіє».
1855 року в країні проведено реформу, яка передбачала введення десяткової грошової системи. Розмінною одиницею стало ере. Скілінг припинив своє існування.

## Норвезькі скілінги
Протягом тривалого часу в Норвегії взагалі не карбували монет. 1628 року монетний двір відкрили в Християнії, а 1686 року він переїхав у Конгсберг. Від 1628 року завдяки відкриттю монетного двору, в Норвегії починають карбувати далери на регулярній основі. 1625 року в Данії склалися такі співвідношення між грошовими одиницями: 1 далер — 6 марок — 96 скілінгів. Одночасно з далером у країні циркулювали срібні крони, рівні 4 маркам. Саме цю систему інкорпорували й у Норвегії. Норвезькі далери XVII століття містили ~ 25,18 г чистого срібла, що відповідало данським.
Проблеми, з якими зіткнулася Данія в період Наполеонівських воєн початку XIX століття, призвели її до банкрутства 1813 року. За Кільським договором 1814 року Норвегія переходила під владу шведського короля. У самій Норвегії вирішили чинити опір, прифняли конституцію і оголосили про незалежність. Проведена для цього нетривала шведсько-норвезька війна призвела до підписання унії. Згідно з угодою Норвегія була вільним і самостійним королівством, що має спільного зі Швецією короля. У всіх внутрішніх справах вона отримувала практично повну самостійність. Лише на цих умовах члени стортингу (парламенту) принесли присягу на вірність королю Швеції Карлу XIII, підкресливши, що роблять це не через кільські домовленості між Данією і Швецією, а згідно з норвезькою конституцією.
У 1816 році стортинг змінив попереднє співвідношення грошових одиниць. Один спесієсдалер ставав рівним 120 скілінгам або 5 ригсортам по 24 скілінги кожен. Таким чином зроблено спробу уніфікувати систему відношень грошових одиниць зі Швецією. Подальші зміни в грошовому обігу Швеції не позначилися на відношеннях норвезьких монет і банкнот. Так, у Швеції 1855 року проведено реформу з метою введення десяткової грошової системи, тоді як у Норвегії продовжували випускати срібні далери і скілінги.